# Sulaiman Daud
Sulaiman Daud (Kuching, 4 maart 1933 - 23 maart 2010) was een Maleisisch politicus voor de traditionele Bumipetrapartij.
Vooraleer in de politiek te stappen, was Daud tandarts. Hij had gestudeerd aan de universiteit van Otago in Nieuw-Zeeland. Van 1974 tot 2000 was hij vertegenwoordiger voor het kiesdistrict Petra Jaya in het parlement van Maleisië. Tussen 1981 en 1999 was hij zeven keer achter elkaar minister. Ook was hij lid van de Parti Pesaka Bumiputera Bersatu.
Daud overleed in het ziekenhuis van Kuala Lumpur aan leverkanker. Hij liet vier kinderen achter.